# Amedeo Felisa
Amedeo Felisa (Milano, 1º ottobre 1946) è un dirigente d'azienda italiano, dal 2008 al 2016 amministratore delegato della Ferrari S.p.A. e di Ferrari N.V. e dal 2022 di Aston Martin.

## Biografia
Laureato in Ingegneria Meccanica al Politecnico di Milano, nel 1972 entra in Alfa Romeo e nel 1987 ne diventa direttore del settore "Sviluppo prodotto". Nel 1990 viene assunto come direttore tecnico della Ferrari S.p.A, dal 2013 incorporata in Ferrari N.V..
Nel 2001 viene nominato direttore generale della divisione "Granturismo", sviluppando sotto la presidenza di Luca Cordero di Montezemolo le due vetture della svolta dell'azienda, quella delle linee della F456 e della F355, diventando "l'uomo indiscusso delle Gt" e della "Ferrari dei sogni".
Nel 2006 è direttore generale dell'intera azienda, per poi esserne, dal marzo 2008, amministratore delegato al posto di Jean Todt.
Nell'estate del 2015 iniziano le voci che lo danno dimissionario dal ruolo di amministratore delegato in seguito all'avvicendamento alla presidenza da Montezemolo a Sergio Marchionne. Il passaggio di consegne avviene un anno più tardi, nel 2016. Felisa lascia dopo 26 anni ma resta nell'organigramma come membro del CdA e consulente tecnico.
Nel maggio 2022, Aston Martin ha annunciato che Tobias Moers si sarebbe dimesso dalla carica di AD con effetto immediato. Felisa gli succede.